# Martin Hertz
Martin Julius Hertz (Amburgo, 7 aprile 1818 – Breslavia, 22 settembre 1895) è stato un filologo classico tedesco, allievo e biografo di Karl Lachmann.

## Biografia
Studiò filologia presso le Università di Bonn e Berlino, dove furono suoi maestri August Boeckh e Karl Lachmann; quest'ultimo lo influenzò molto nella sua carriera e alla sua morte, nel 1851, Hertz ne scrisse la biografia. Conseguì il dottorato nel 1842 ed alcuni anni dopo conseguì l'abilitazione (1845). Successivamente intraprese un percorso formativo in tutta Europa (Germania meridionale, Paesi Bassi, Belgio, Francia, Italia e Austria).
Nel 1855 diventò professore di filologia classica presso l'Università di Greifswald e nel 1862 presso l'Università di Breslavia.
È ricordato soprattutto per le sue edizioni critiche di Prisciano e di Aulo Gellio, ancor oggi ripubblicate.

## Opere
- De L. Cinciis commentationis particula: dissertatio philologica, Berolini, Typis Academiciis, 1842.
- Sinnius Capito: eine Abhandlung zur Geschichte der römischen Grammatik, Berlin, Oehmickes Buchhandlung, 1844.
- De P. Nigidii Figuli studiis atque operibus, Berolini, Imprensis Librariae Oehmigkianae typis academicis, 1845.
- Karl Lachmann: eine Biographie, Berlin, W. Hertz, 1851.
- Aulus Gellius, Noctium Atticarum libri XX, ex recensione Martini Hertz, 2 voll., Lipsiae, sumptibus et typis B. G. Teubneri, 1853-61.
- Priscianus Caesariensis, Institutionum grammaticarum libri XVIII, ex recensione Martini Hertzii, 2 voll., Lipsiae, in aedibus B. G. Teubneri, 1855-59.
- Titus Livius, Ab Urbe condita libri, edidit Martinus Hertz, 4 voll., Lipsiae, ex officina Bernhardi Tauchnitz, 1857-64.
- Opuscula Gelliana lateinisch und deutsch, Berlin, Verlag von W. Hertz, 1886.
- Q. Horatius Flaccus, Carmina, relegit et apparatu critico selecto instruxit Martinus Hertz, Berolini, Weidmannos, 1892.